# Sant Jaume d'Espolla
Sant Jaume d'Espolla és una església del municipi d'Espolla inclosa en l'Inventari del Patrimoni Arquitectònic de Catalunya.

## Descripció
Església de planta rectangular, orientada a tramuntana, que consta de tres naus i coberta a doble vessant. La nau central té una alçada major que les laterals i en els seus murs exteriors s'hi ha practicat una sèrie de contraforts que descansen sobre els sostres, a una vessant, de les naus laterals. A una banda de l'edifici queda adossat el campanar que consta de dos cossos: una torre de planta quadrada amb ràfec de totxo sobre la qual es disposa el campanar de planta octogonal amb quatre obertures d'arc de mig punt, rematades per una cúpula feta de totxo. Mentre que la torre ha estat arrebossada el cos octogonal deixa al descobert el parament de mur original fet de pedruscall. L'accés al campanar es fa mitjançant una escala de pedra adossada al mur occidental de l'església. La façana, molt senzilla des d'un punt de vista decoratiu, presenta una porta de llinda emmarcada per carreus de pedra ben escairats, un nínxol d'arc de mig punt i un òcul en la part superior. Tota la façana ha estat arrebossada contràriament a la resta de l'edifici on s'hi ha deixat al descobert el parament fet de pedruscall lligat amb argamassa. En alguns trams de mur l'aparell és de lloses de pissarra i fragments de terrissa units amb argamassa (solució molt comuna a construccions del segle xviii que trobem als voltants). A l'interior les voltes són de canó i de llunetes.

## Història
Sembla que la torre campanar és en bona part romànica (segles XII-XIII). A la façana principal, encarada al migdia, trobem una inscripció "1786". L'església és per tant un edifici d'origen romànic que va ser totalment reformada el segle xviii. S'esmenta per primer cop el 1226 (Sancti Jacobi de Spolla). Apareix també en el famós document de 884 (vegeu Sant Esteve de Cantallops, Sant Julià de Rabós) segurament fals, en el que s'afirma la seva pertinença al Monestir de Sant Quirze de Colera.